# Kibungo (stad)
Kibungo is een stad in het oosten van Rwanda en is de hoofdstad van het district Kibungo. Het ligt ongeveer 100 km ten zuidoosten van Kigali aan de belangrijkste (geasfalteerde) weg naar Tanzania.

## Religie
De stad is sinds 1968 de zetel van een rooms-katholiek bisdom. Sinds 2000 is er een klooster van trappistinnen.